# Вільям Стерджен

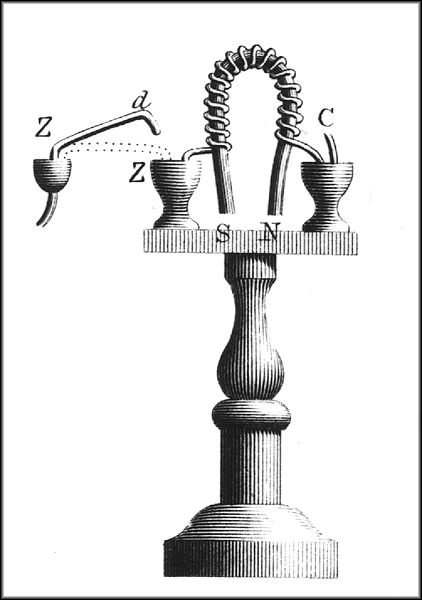
Оригінальний малюнок електромагніту В. Стерджена з його звернення до Лондонського королівського товариства мистецтв у 1824 році. 18 витків голого мідного дроту на U-образному залізному стрижні довжиною близько фута і діаметром 1/2 дюйма.

Вільям Стерджен (англ. William Sturgeon; 22 травня 1783 — 4 грудня 1850) — британський фізик, електротехнік і винахідник, створив перші електромагніти і винайшов перший англійський працюючий електродвигун.

## Біографія
Народився в Віттінгтоні, недалеко від Канфорта, графство Ланкашир, і в дитинстві був учнем шевця. Він вступив в армію в 1802 році, і сам навчався математики та фізики. У 1824 році він став викладачем науки у військовій семінарії Ост-Індської компанії в Аддіскомбе, графство Суррей, а в наступному році створив свій перший електромагніт. Він показав його силу, піднімаючи шматок заліза вагою дев'ять фунтів (~ 4 кг) за допомогою залізного сердечника вагою сім унцій (~ 200 г), обгорненого проводом, через яку тік струм від єдиної кислотної мідно-цинкової батареї. У 1825 році Стерджен винайшов сучасний компас за допомогою концепції електромагнетизму. У 1828 році він реалізував на практиці ідею Ампера про соленоїд.
У 1832 році він був призначений лектором в Аделаїдській галереї практичної науки в Лондоні, де вперше продемонстрував електродвигун на постійному струмі. У 1836 році Стерджен почав займатися журналом «Annals of Electricity, Magnetism and Chemistry» і в тому ж році винайшов гальванометр. Стерджен був близьким соратником Джона Пітера Гассіота і Чарльза Вінсента Волкера, і всі троє зіграли важливу роль в створенні Лондонського Електричного товариства в 1837 році. У 1840 році він став начальником Королівської вікторіанської галереї практичної науки в Манчестері. Він тісно спілкувався з Джоном Девісом, одним із засновників галереї, і його студентом Джеймсом Прескоттом Джоулем. Це коло в подальшому розширилося і включило Едварда Вільяма Бінні і Джона Лі. Галерея була закрита в 1842 році, і він заробляв на життя лекціями й показами. Він помер у Прествічі в 1850 році.